# Mauricio Plenckauskas Cordeiro
Mauricio Plenckauskas Cordeiro (San Paolo, 31 dicembre 1992) è un ex calciatore brasiliano, di ruolo attaccante.

## Caratteristiche tecniche
È un centravanti.

## Carriera
Ha esordito fra i professionisti il 19 febbraio 2011 con la maglia del Grêmio Barueri in occasione del match del Campionato Paulista perso 2-0 contro l'Oeste.
Fra il 2016 ed il 2018 ha disputato oltre 50 presenze in Ligat ha'Al con le maglie di Ironi K. Shmona e Ashdod.